# Romagna
Romagna is een historische regio in Italië, in het zuidoostelijke deel van de huidige regio Emilia-Romagna. De voornaamste steden zijn Ravenna, Cesena, Faenza, Forlì, Imola, Rimini en San Marino.
De streek werd bewoond door Umbrisch sprekende mensen, en vanaf de 5e eeuw v. C. door Keltische of Gallische volkeren zoals de Lingones, de Boii en vooral de Senoni. Deze laatste vestigden er hun hoofdstad, Senigallia, in een streek die de Romeinen Ager Gallicus of Gallische vlakte noemden.
Van de 6e eeuw tot het jaar 751 stond de streek onder Byzantijnse controle. Deze periode is gekend als het exarchaat Ravenna. De naam Romagna stamt uit die tijd. Het is een afleiding van "Romania", verwijzend naar het Oost-Romeinse bestuur, en dit in tegenstelling tot de andere delen van Noord-Italië, die eerder al onder controle van de Lombarden stonden (Lombardije).
Keizer Rudolf I stond het gebied in 1278 af aan de paus van Rome en zo bleef het vijf eeuwen lang een deel van de Pauselijke Staat.

## Kaarten

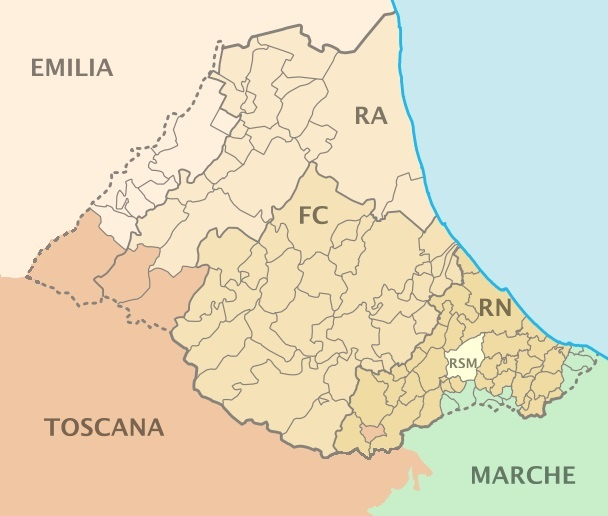
De huidige streek Romagna bestaat uit de provincies Ravenna (RA), Forlì-Cesena (FC) en Rimini (RN). De stippellijnen tonen de historische grenzen, inclusief San Marino (RSM)
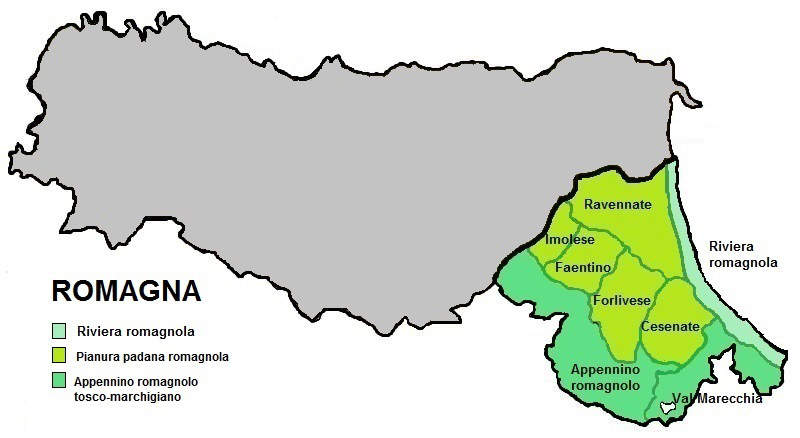
Grijs is Emilia
Provincies van de hedendaags regio Emilia-Romagna.